# بيت عباس (مكيراس)

تعديل مصدري - تعديل

بيت عباس هي إحدى قرى عزلة مكيراس بمديرية مكيراس التابعة لمحافظة البيضاء، بلغ تعداد سكانها 49 نسمة حسب تعداد اليمن لعام 2004.